# ニューつしま
ニューつしまは、九州郵船が運航していたフェリー。

## 概要
フェリーつしまの代船として神田造船所川尻工場で建造され、1989年10月に博多 - 壱岐 - 対馬航路に就航した。
2012年3月31日、フェリーきずなの就航により、引退した。
その後、インドネシアのPt. Surya Timur Lineへ売却され、SHALEMとなり、スンダ海峡を連絡する航路に就航している。 

### 就航航路
九州郵船
- 博多港（博多埠頭） - 芦辺港・郷ノ浦港（壱岐） - 厳原港（対馬）

就航時はフェリーはかたと、1994年以降はフェリーちくしと2隻で就航した。

## 船内

### 船室
- 1等室
- 2等指定室
- 2等室

### 設備
- 売店・軽食コーナー（後年撤去）